# Surprised Pikachu
「Surprised Pikachu」（サプライズド・ピカチュウ、別名: Shocked Pikachu）は、2018年頃に流行したインターネット・ミームである。ソーシャルメディアなどで誰かがイライラしているときに、自分が精神的に落ち込んでいることを示すために使用される。

## 概要
2018年9月26日、Tumblrのユーザー「Angela」が予想外の出来事にショックを受けたことを示すために、1990年代（旧世代）に放送されたアニメ『ポケットモンスター』シリーズの第1期第10話においてピカチュウが驚いている場面をスクリーンショットした画像を用いたことから、リアクション・ミームとしてソーシャルメディア上で2018年頃に広がりを見せ、SNS上でしばしば使われるようになった。また、「Surprised Pikachu」を投稿するためのTwitterアカウントまで登場した。
2019年にはリアクションGIFだけでなく、幅広い意味で使えるインターネット・ミームとしてネット上で普及した。
映画『名探偵ピカチュウ』が公開された際にも、「Surprised Pikachu」はインターネット・ミームとして話題になった。

## 研究
データサイエンティストのGareth Morinanは、独自に研究した2018年のインターネット・ミームランキングで「Surprised Pikachu」が4位に入ったことを疑問視し、投稿から1年ほど経過してから話題となったこと、2019年に公開された映画『名探偵ピカチュウ』と「Surprised Pikachu」の画像には関連性があること、「Surprised Pikachu」というネットミームの人気が広がっていく様子が通常のバイラルミームとは違うことなどを指摘し、「Surprised Pikachu」というネットミームは、実は『名探偵ピカチュウ』の公開に伴うステルスマーケティングであるという可能性を示唆した。
ある研究では、インターネット・ミーム「Surprised Pikachu」はテロや虐待と関連付けられて使われることが多いとされた。
インターネット・ミームをカテゴライズする研究では、インターネット上のあらゆる場所で見かけることができ、一般的な使用方法があることからミーム「Surprised Pikachu」を「テンプレート・ミーム」に分類している。